# Heikki Savolainen
Heikki Ilmari Savolainen (Joensuu, 28 de setembro de 1907 — Kajaani, 29 de novembro de 1997) foi um vitorioso ginasta finlandês, duas vezes medalha de ouro olímpico, sendo nove conquistas no geral.
Savolainen participou de seis edições dos Jogos Olímpicos, de 1928 a 1952. Em Amsterdã 1928 conquistou sua primeira medalha olímpica, um bronze no cavalo com alças, sendo a primeira medalha da Finlândia na ginástica. Ganhou sua última medalha em casa, durante os Jogos Olímpicos de Helsinque em 1952. O bronze na competição por equipes aos 44 anos de idade o tornou o mais velho ginasta da história a conquistar uma medalha em Olimpíadas. Por suas conquistas no esporte, foi o atleta a realizar o juramento olímpico na abertura dos Jogos. Ao lado de Harri Kirvesniemi, Alexei Nemov e Franziska van Almsick, Savolainen detém o recorde de seis medalhas de bronze.
Nos Jogos de 1932 em Berlim, Savolainen e seu companheiro de equipe Einari Teräsvirta ficaram com o mesmo número de pontos na disputa da barra fixa, mas a equipe finlandesa decidiu dar a medalha de prata para Savolainen. Em 1948, no cavalo com alças, Savolainen empatou mais uma vez com seus companheiros, dessa vez com Veikko Huhtanen e Paavo Aaltonen, e a medalha de ouro acabou sendo dividida entre os três ginastas.
Heikki Savolainen graduou-se em educação física em 1931 e fez doutorado em Medicina em 1939, após ter iniciado trabalho como médico na sua casa em Kajaani. Durante a Guerra Fria serviu a carreira de médico em um hospital militar.
Foi incluído no Hall da Fama da Ginástica em 2004.